# Marcel Aymé
Pour les articles homonymes, voir Aymé.
Marcel Aymé, né le 29 mars 1902 à Joigny, mort le 14 octobre 1967 rue Norvins dans le 18e arrondissement de Paris, est un écrivain, dramaturge, nouvelliste, scénariste et essayiste français. Écrivain prolifique, il est l'auteur de deux essais, dix-sept romans, plusieurs dizaines de nouvelles, une dizaine de pièces de théâtre, plus de 160 articles et des contes.
Il est resté très attaché à sa région d'origine, la Franche-Comté, à laquelle il a fait une place de choix dans ses romans : La Table aux crevés (1929) pour lequel il obtient le prix Renaudot, La Vouivre (1943), Gustalin (1938). Il devient néanmoins un véritable "parigot", Paris dont il a mis en scène les classes populaires (La Rue sans nom), la petite bourgeoisie (Le Bœuf clandestin en 1939), les intellectuels et les snobs (Travelingue en 1941).
Avec ces écrits, il fournit une « étude sociale », avec un vocabulaire précis pour chaque type humain. Son langage mêle les différents registres : argot, patois régional franc-comtois soutenu et anglais phonétiquement francisé,.
Attaqué par la critique, y compris pour ses textes les plus inoffensifs comme Les Contes du chat perché, il doit l'essentiel de son succès au public. Au théâtre, son plaidoyer contre la peine de mort, La Tête des autres (1952), a soulevé de vives réactions, mais aussi de l'enthousiasme, tout comme ses comédies grinçantes : Lucienne et le Boucher (1948), Clérambard (1950).
Il a également écrit de nombreux scénarios et traduit des auteurs américains importants : Arthur Miller (Les Sorcières de Salem), Tennessee Williams (La Nuit de l'iguane). De nombreux films, téléfilms et dessins animés ont été tirés de ses œuvres.
Cultivant son statut d'écrivain politiquement marginal, il est resté très à l'écart des milieux intellectuels, ce qui l'a fait classer dans les écrivains d'abord de gauche, puis de droite, puis comme anarchiste de droite.

## Biographie

### L'enfance
Marcel Aymé est né le 29 mars 1902 à Joigny, dans l’Yonne où son père, maître maréchal-ferrant dans un régiment de dragons, est en garnison. Il est le benjamin de six enfants et ses parents sont originaires de villages voisins du Jura. Sa mère meurt en 1904, alors qu'il n'a que deux ans. Son père le confie alors, avec la plus jeune de ses sœurs, Suzanne, son aînée de deux ans, à ses grands-parents maternels, Auguste Monamy et Françoise Curie qui exploitent une tuilerie, une ferme et un moulin à Villers-Robert dans le Jura.
Le village lui servira de décor pour La Jument verte et de nombreux autres romans tels que La Vouivre, Gustalin ou encore La Table aux crevés (1929). C'est de ce monde-là qu'il s'inspirera pour décrire les très vives passions politiques, anticléricales ou religieuses du monde rural. Il vit d'ailleurs lui-même ces querelles à l'intérieur de sa propre famille, puisqu'il faudra attendre la mort du grand-père (anticlérical) pour qu'il soit baptisé, à l'âge de sept ans.
En 1910, à la mort de sa grand-mère, il est pris en charge par sa tante Léa Monamy, la plus jeune sœur de sa mère qui n’a pas d’enfants et tient un commerce de mercerie. Elle le place en pension au collège de Dole, mais il retourne passer ses vacances à la campagne où il se fait berger à l'occasion. C’est là que Marcel apprend à connaître le monde rural qui inspirera ses romans de la campagne et ses contes. Il y vit entouré d’affection et découvre, dans cette période de séparation des Églises et de l’État, les luttes violentes entre républicains et cléricaux. Petit-fils d’un homme engagé dans le camp républicain, il subit les moqueries de ses camarades, majoritairement de l’autre bord. Il conservera de cette expérience une aversion pour l’intolérance et l’injustice.
Il poursuit ses études au collège de l'Arc et obtient le baccalauréat « math-élèm » en 1919. Sa scolarité fut bonne[C'est-à-dire ?], en tout cas différente de l’image de cancre qu’il a donnée de certains de ses personnages. Entré en mathématiques supérieures au lycée Victor-Hugo de Besançon pour préparer le concours de Polytechnique, il doit abandonner ses études en 1920, victime de la grippe espagnole. Il restera longtemps d'une santé fragile.

### L'écrivain débutant
Après son service militaire de 1919 à 1923, il arrive à Paris où il exerce les métiers les plus divers : employé de banque, agent d'assurances, journaliste. Il ne se trouve aucun talent :

« Petit provincial cornichon, pas plus doué pour les lettres que ne l'étaient alors les dix mille garçons de mon âge, n'ayant seulement jamais été premier en composition française (…) je n'avais même pas ces fortes admirations qui auraient pu m'entraîner dans un sillage. »

Il profite pourtant d'une convalescence pour écrire son premier roman, Brûlebois, publié en 1926, qui attire l’attention. Suivent Aller-retour (1927), La Table aux crevés (1929) qui obtient cette même année le prix Renaudot, La Rue sans nom (1930). Mais c'est avec La Jument verte (1933) que Marcel Aymé obtient la grande notoriété. À partir de là, il considère la littérature comme un métier. Il se lance en même temps dans le cinéma et commence à s'intéresser au théâtre. C'est avant la Seconde Guerre mondiale qu'il écrit Vogue la galère, pièce qui ne sera jouée qu'en 1947.

### L’écrivain reconnu puis décrié
« Marcel Aymé a passé une bonne partie de sa vie et de son œuvre à être et à faire ce que l'on n'attendait pas de lui, moyennant quoi il a fini par occuper un ministère parfaitement reconnu : celui de l'ironie politique et de l'inconfort intellectuel. »

Son parcours est déconcertant. Il est classé à gauche jusqu'à ce que, le 4 octobre 1935, il signe le Manifeste des intellectuels français pour la défense de l'Occident et la paix en Europe, qui soutient Mussolini dans la seconde guerre italo-éthiopienne. Tandis qu'en pleine Occupation, il fait équipe au cinéma avec le réalisateur marxiste Louis Daquin, il donne dans le même temps romans et nouvelles à des journaux collaborationnistes : Je suis partout, La Gerbe, mais, comme il n'y a dans ses textes aucune trace d'engagement politique, il ne sera pas mis sur la liste noire des écrivains à la Libération. Il a même férocement tourné en dérision le régime nazi avant 1939 (voir Travelingue et « La Carte » ou « Le Décret » dans Le Passe-muraille) et n'a donné aucun gage de ralliement à l'occupant après 1940. Ironie du sort, c'est une collaboration cinématographique avec la Continental Films qui lui vaudra un « blâme sans affichage » en 1946, pour avoir « favorisé les desseins de l'ennemi »,. En conséquence, il refuse la Légion d'honneur qui lui est proposée trois ans plus tard en 1949. Il est alors invité à l'Élysée, invitation qu'il décline, s'en estimant indigne pour le motif qui a entraîné son blâme et il écrit :

« Si c'était à refaire, je les mettrais en garde contre l'extrême légèreté avec laquelle ils se jettent à la tête d'un mauvais Français comme moi et pendant que j'y serais, une bonne fois pour n'avoir plus à y revenir, pour ne plus me trouver dans le cas d'avoir à refuser d'aussi désirables faveurs, ce qui me cause nécessairement une grande peine, je les prierais qu'ils voulussent bien, leur Légion d'honneur, se la carrer dans le train, comme aussi leurs plaisirs élyséens. »

La réputation de collaboration a pu être entretenue par la défense de ses amis : Robert Brasillach (en 1945), Maurice Bardèche (en 1949) et Céline (en 1950).
Au sujet de l'antisémitisme, l'auteur Henri Jeanson raconte ce qui suit dans ses Mémoires : « L'apparition de l'étoile jaune, par exemple, souleva la colère des Parisiens et ils surent la manifester, cette colère, à leur risques et périls. Je me souviens très bien que Marcel Aymé le silencieux, que Marcel Aymé dont l'impassibilité n'était qu'apparente, écrivit alors sous le coup d'une émotion qu'il ne put ni ne voulut maîtriser, un article d'une violence inouïe contre les responsables de ces mesures ignobles et humiliantes qui nous atteignaient tous. Cet article, il le proposa en toute innocence à un journal. L'article fut accepté, composé et soumis à l'obligatoire censure allemande qui, comme prévu, en interdit la publication. À l'imprimerie, les typos en tirèrent alors de nombreuses épreuves à la brosse et se firent un devoir de les distribuer autour d'eux avec prière de faire circuler. »

### La controverse Marcel Aymé
L'écrivain a été attaqué par tous ceux qui ne supportaient pas la description crue dans les romans de la France des années 1940 et celle de l'épuration, mettant sur le même pied les collaborateurs monstrueux et les revanchards sinistres, dépeignant avec une exactitude désinvolte le marché noir, les dénonciations, les règlements de comptes (Uranus, Le Chemin des écoliers). Mais il a surtout soutenu jusqu'au bout Robert Brasillach, tentant de faire signer à des intellectuels et des artistes de tout bord la pétition contre la peine de mort dont Brasillach était frappé. Albert Camus, Jean Cocteau, François Mauriac et d'autres l'ont signée, sauf Picasso qui venait d'adhérer depuis peu au parti communiste, ainsi que l'explique Claude Roy : « J'ai souffert que mon parti d'alors s'oppose à ce que je participe à une demande de grâce. Picasso a refusé aussi pour la même raison. »
Il a également collaboré à Défense de l'Occident, périodique nationaliste.
En février 1963, il est cosignataire d'une lettre du Comité de secours aux objecteurs de conscience réclamant au Président de la République et au Premier ministre un statut pour que les objecteurs puissent effectuer un service civil et non militaire.

### Le succès populaire malgré tout
Bien que très blessé par cet épisode, Marcel Aymé n'en continue pas moins à publier un grand nombre de romans, de contes, de nouvelles et de pièces de théâtre. Si ses œuvres lui valent un immense succès populaire, la critique le met en pièces ou l'ignore, et cela jusqu'à sa mort en 1967. Champion du contre-courant, on lui reproche l'anti-américanisme de La Mouche bleue, en pleine période pro-américaine.
À propos de sa pièce Les Oiseaux de lune, mise en scène par André Barsacq au Théâtre de l'Atelier, Elsa Triolet écrit : « On rit énormément à ces oiseaux de lune. Mais hier comme aujourd'hui, qu'on pleure ou qu'on rie, il y a quelque chose de pourri dans ce royaume-là. »
Et pourtant, au théâtre, Marcel Aymé obtient de grands succès en particulier avec La Tête des autres, mise en scène par André Barsacq au théâtre de l'Atelier, une satire dont la magistrature est seule à ne pas rire.
La Tête des autres est le premier grand plaidoyer contre la peine de mort qui fait scandale. Marcel Aymé y ridiculise les procureurs de la République.
Marcel Aymé meurt dans son domicile de la rue Norvins dans la nuit du samedi 14 au dimanche 15 octobre 1967, probablement d'une congestion pulmonaire. Il est inhumé au cimetière Saint-Vincent de Montmartre.

## Famille
Son frère aîné Georges Aymé est général de brigade durant la Seconde Guerre mondiale et décoré de l'ordre de la Francisque. Il est également le second du général Eugène Mordant, commandant des forces françaises en Indochine et son principal collaborateur à la tête de la Résistance contre l'occupant japonais. Georges épouse en 1931 Alix Hava, artiste peintre et professeure à l'école des beaux-arts du Viêt Nam.
Le 16 avril 1931, Marcel Aymé a épousé Marie-Antoinette Arnaud.

## Le style

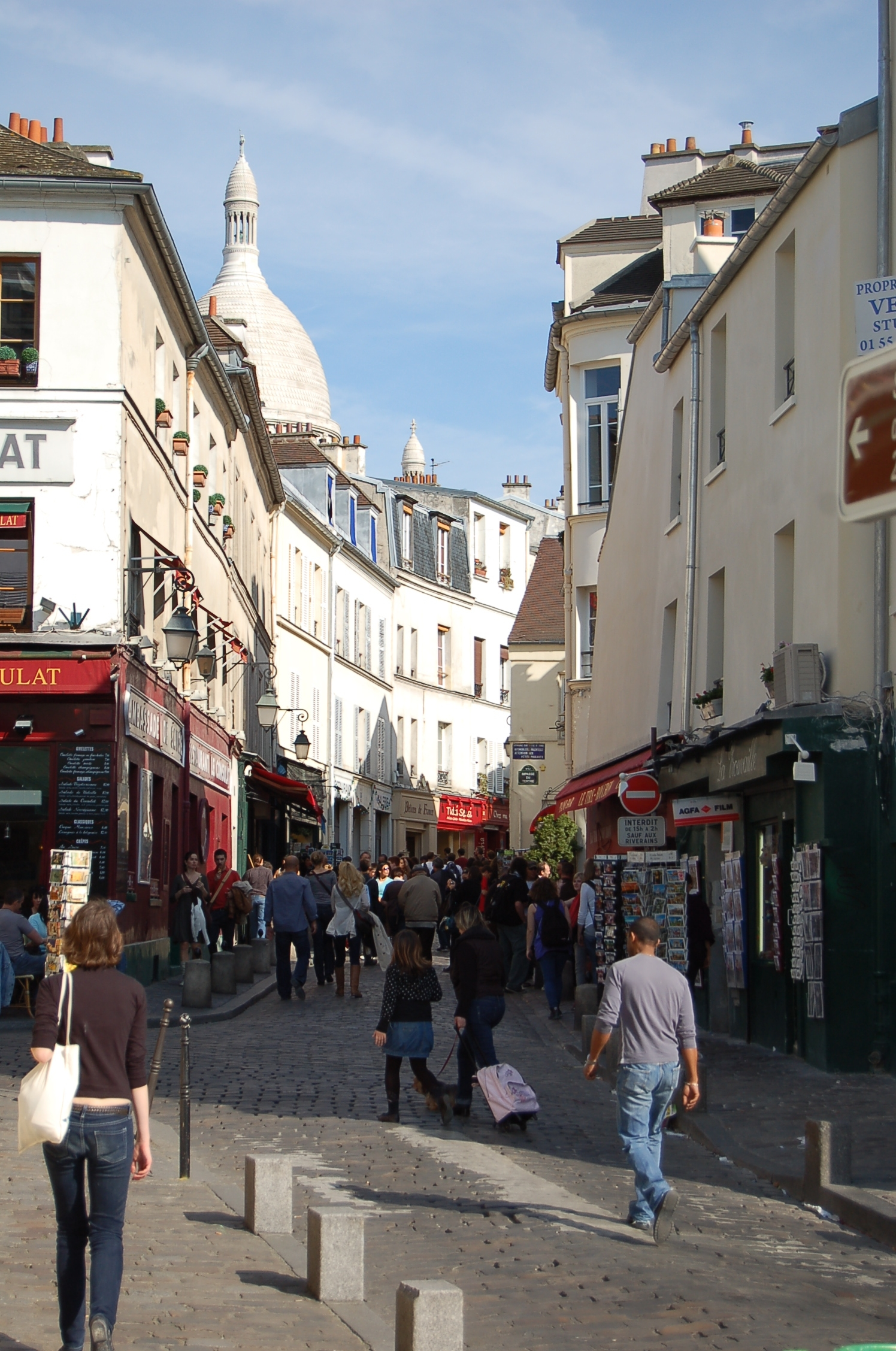
Rue Norvins à Paris.

Le style de Marcel Aymé analyse avec esprit les travers de l'homme et de la société. Sa vision peut être noire. L’hypocrisie, l'avidité, la violence, l'injustice, le mépris, apparaissent dans ses ouvrages, aussi bien que la camaraderie, l'amitié, la bonté, l'indulgence et le dévouement. Il mêle une description réaliste de la société à des éléments de fantastique. Ce fantastique, loin d'être traditionnel, est teinté d'ironie et peut être qualifié de « fantastique ludique » (cf. le recueil Le Passe-muraille)[réf. nécessaire].

### Le fantastique de Marcel Aymé
Il ne propose aucune hésitation entre deux interprétations, l'une rationnelle, l'autre surnaturelle (selon le schéma de Todorov, qui s'appuie sur le fantastique de Maupassant) ; ce n'est pas non plus l'intrusion du mystère dans le cadre du quotidien selon la définition de P.-G. Castex, dans la mesure où il n'introduit pas souvent une atmosphère de cauchemar.
Les histoires fantastiques de Marcel Aymé sont souvent fondées sur l'irruption, dans la vie d'un homme souvent peu enclin à chercher l'aventure, d'une entorse majeure aux lois physiques les plus inébranlables, qui transforme son existence, mais dont l'origine n'est presque pas envisagée, tandis que les conséquences, parfaitement logiques, obéissent aux lois naturelles : Dutilleul, le héros du Passe-muraille, peut traverser les murs et la nouvelle est le récit humoristique des conséquences de cet événement sur sa vie de petit employé.
Raoul Cérusier, dans La Belle Image (1941), découvre en fournissant des photos d'identité qu'il a changé de visage et qu'il est devenu beau : l'histoire est celle des conséquences logiques de ce changement sur sa vie professionnelle et affective. Le nain du cirque Barnaboum grandit en une nuit (Le Nain, 1934) : le phénomène n'est ni expliqué ni décrit, mais l'histoire des conséquences de cette perte d'identité obéit aux lois physiques et psychologiques.
Marcel Aymé ne se limite pourtant pas à une recette du fantastique : l'écrivain Martin (Derrière chez Martin, 1938), qui cède trop souvent à la nécessité de faire mourir ses personnages prématurément, après avoir été morigéné par son éditeur, reçoit la visite de l'un d'entre eux, qui réclame contre le mauvais traitement que l'auteur lui fait subir. La suite de l'histoire se fonde sur les interactions entre le monde réel et celui du roman où Martin occupe la place de Dieu. Le fantastique s'enrichit de cet échange entre le déterminisme du réel et l'omnipotence de l’écrivain. Dans Le Cocu nombreux, du même recueil, un vagabond découvre tout un village peuplé d'êtres humains dotés de deux corps (sauf les fous !), et l'on mentionne d'autres villages « où une même personne habite quatre, dix, vingt corps et davantage… ».

### Le langage de Marcel Aymé
Marcel Aymé a l'art de mettre en scène toutes les classes sociales avec le langage qui leur est propre. Bourgeois, snobs, parisiens, voyous, intellectuels (Travelingue), paysans (Marthe et Hyacinthe Jouquier dans Gustalin, Arsène Muselier dans La Vouivre), universitaires (l'oncle Jouquier dans Gustalin), politiques et militants (Gaigneux et Jourdan dans Uranus) tous sont restitués avec authenticité dans leur milieu selon leur parler. Évidemment, compte tenu de ses origines franc-comtoises, l'écrivain fait une place de choix au parler franc-comtois essentiellement dans La Table aux crevés, La Vouivre, Gustalin et Brûlebois.

#### Le parler franc-comtois
Dans Gustalin, lorsque Marthe est partie avec Sylvestre Harmelin (surnommé Gustalin), Hyacinthe rentre à la ferme et trouve la maison vide. Il doit donc faire lui-même le travail de sa femme.
« Il ferma le poulailler et pensa tout à coup qu'il fallait traire les vaches et porter le lait à la fruitière,. Marthe avait tout préparé à l'écurie. À côté du trépied de bois, il trouva la seillere, la bouille,. »
« Comme tante Sarah arrivait, Marthe ôta son devantier,. »
En revenant des bois où habite sa tante Talentine, Marthe se signe en voyant trois pies et récite une comptine pour conjurer le sort : « Trois aigasses ». Malaigasse. Passe, passe, passe.
Arsène Muselier contemple les champs de turquis dans lesquels il n'y a plus trace des serpents de la Vouivre,. »
Il arrive même que Marcel Aymé assume dans le récit l'emploi de certains vocables franc-comtois, sans prendre la distance qui siérait à un auteur parisien distingué. Le mot « ticlet » apparaît dans « Je suis renvoyé » et « L'élève Martin », deux nouvelles de Derrière chez Martin qui ne sont pas régionalistes, pour désigner un loquet. Dans les deux cas, il s'agit de celui des « vécés » – puisque Marcel Aymé francise tous les anglicismes et acronymes de l'usage courant.

« On constate aussi qu'à ces termes Francs-Comtois se mêlent des expressions d'ancien Français connu dans d'autres régions. En effet, la langue de la Comté comprend une foule de mots et d'expressions différentes d'une région à une autre, mais généralement compréhensibles dans les quatre départements (25 Doubs, 39 Jura, 70 Haute-Saône, 90 Territoire de Belfort). Leur origine est très diverse et on trouve pêle-mêle des mots d'ancien Français ou d'argot aussi bien que des vocables tirés de l'Allemand ou du Latin. Ainsi dans Gustalin, Marthe reproche au chien Museau de faire des arias. Et Hyacinthe déclare qu'il connaît bien la maison de la Frisée qui était située entre deux foyards. »

#### L'argot et les voyous
Sa fréquentation de Céline et de Gen Paul a apporté à Marcel Aymé une riche moisson d'argot parisien qu'il a aussitôt placé dans la bouche de ses personnages. Le Bombé a « une crèche à 250 balles et une poule qui ne décarre pas du cercle deux jours sur trois. » Milou raconte que « son père s'envoyait viande et légumes avec deux litres de picrate ». Dans la nouvelle Avenue Junot, Marcel Aymé cite directement son ami Gen Paul (« Attention à la barbouille s'écria Gen Paul à ses visiteurs. Allez pas salir vos alpagues. C'est encore moi qui me ferais incendier par vos ménagaux ! »), tout comme dans Le Passe-muraille (« Dis donc, je vois que tu t’es miché en gigolpince pour tétarer ceux de la sûrepige ! »).

#### Le ton des beaux quartiers
C'est une annonce compassée, presque professionnellement bourgeoise, qui consacre dans Le Bœuf clandestin, le mariage de la fille de M. Berthaud qui habite le 17e arrondissement de Paris, rue Villaret-de-Joyeuse : « Jeudi 15 septembre, en l’église Saint-Ferdinand-des-Ternes a été célébré dans l’intimité le mariage de Mlle Roberte Berthaud, fille de M. Berthaud, directeur à la banque de Provence et de Normandie, et de Mme, née Tavelet avec M. Philippe Lardu, ingénieur des mines, fils de M. Lardut et de Mme, née Bontemps. Étaient témoins pour la mariée M. le Général de Buzières d’Amandine et M. Clovis Challebères, vice-président de la ligue pour la protection des églises de Bourgogne et membre de la Société des Gens de Lettres, et M. René Moiran, ingénieur des tabacs. »
Les snobs qui se retrouvent dans Travelingue, délirent sur le monde ouvrier avec ferveur. « Il me racontait que, dans un atelier, il a vu un ouvrier qui jouait de l’ocarina et autour de lui, des ouvriers qui l’écoutaient dans des attitudes simples. Des visages compréhensifs, ils avaient le regard pur. Comme impression, c’était formidable. Il aurait fallu filmer ça. Il y avait une belle chose à faire en travelling. »
Marcel Aymé, comme Boris Vian ou Raymond Queneau, ne se prive pas d’utiliser l’Anglais de manière phonétique, ce qui donne « biftèque », « blaquaoute », « coquetèle », « fodeballe », « interviouve », « métingue », « travelingue », etc.

#### Militants et politiques
La méfiance du monde ouvrier pour les intellectuels qui militent en sa faveur est illustrée par le personnage de Gaigneux dans Uranus. Gaigneux supporte assez mal les grandes envolées verbeuses de Jourdan qui « s'animait en parlant des travailleurs dans un style fleurant la revue littéraire et le patronage. À l'entendre, la classe ouvrière devenait une divinité mille-pattes apparaissant à la fois comme une théorie de martyrs extatiques, une armée haillonneuse de paladins assoiffés d'héroïsme et une procession d'archanges à culs roses. »

#### Les ouvriers
« Son frère Georges lui avait suggéré de s'intéresser aux milieux ouvriers, mais sa première réaction avait été négative en alléguant qu'il les connaissait mal. Cependant, à la réflexion, peut-être aidé par la lecture de faits divers, il décida de traiter le sujet en imaginant une rue peuplée d'Italiens qui allait prendre peu à peu un visage particulier. » Ce sera La Rue sans nom où le langage des protagonistes est moins marqué par leur condition d'immigrés que par leur situation déplorable et le racisme que l'écrivain dénonce sans ménagement. « Les étrangers avaient élu le Modern Bar pour y boire leur paie à cause de l'hostilité qui se dégageait de ces lieux pour les indigènes. Dans un café où fréquentaient les Français, ils se seraient sentis exilés, au lieu que là, ils étaient dans une atmosphère qu'ils avaient créée et qu'ils aiment pour cela même ». L'écrivain emploie d'ailleurs, en faisant parler les observateurs de ces immigrés, des mots qui sont toujours utilisés de nos jours. « Les autres habitants de la rue, les hommes surtout, regardaient avec une méfiance agressive ces étrangers qui engrossaient couramment leurs femmes. Ils affichaient un mépris arrogant des professions de terrassier ou de maçon […] et déploraient l'envahissement de la rue par une racaille qui crevait de faim chez elle, dans un pays où les femmes trop laides n'arrivaient pas à nourrir les maquereaux qu'ils étaient tous. »

## Réception

### Accueil par ses contemporains
Quand il reçoit le Goncourt en 1945, Jean-Louis Bory déclare : « Mes deux passions sont Aragon et Marcel Aymé. J'ai écrit Mon village à l'heure allemande en pensant à Marcel Aymé ».
Et Antoine Blondin : « Il disposait de beaucoup d'indulgence pour l'humanité tout entière. Sa fréquentation vous améliorait. »
En 1949, le ministère de l'Éducation nationale fit savoir à Marcel Aymé qu'il allait être inscrit sur la liste de la prochaine promotion de la Légion d'honneur. Il se souvint alors du « blâme sans affichage » auquel il avait été condamné en 1946 pour avoir vendu sous l'occupation un scénario à la Continental film et refusa. En outre, l'année suivante, il déclina la proposition faite publiquement par François Mauriac de présenter sa candidature à l'Académie française : « Combien d'écrivains auront refusé presque simultanément l'Académie française et la Légion d'honneur ? s'est interrogée Gabrielle Rollin dans le magazine Lire. » À cette époque (de 1950 à 1967), il séjournait, à la belle saison, dans sa maison du 7, route du Buisson à Grosrouvre dans le département des Yvelines.

### Réception scolaire et universitaire
Il fut longtemps difficile de trouver des ouvrages de référence sur Marcel Aymé. Néanmoins, de nos jours, avec les travaux des deux responsables de l'édition des Œuvres dans la Pléiade et ceux de la Société des Amis de Marcel Aymé, on dispose de davantage d'études et d'informations. Seuls les Contes du chat perché ont été étudiés à l'école, principalement à l'école primaire (CE2, CM1, CM2) et au collège.

« Son immense talent précurseur n'est pas encore suffisamment apprécié. Sa production est abondante. Marcel Aymé a laissé deux essais, dix-sept romans, plusieurs dizaines de nouvelles, une dizaine de pièces de théâtre et plus de cent soixante articles. L'ignorance dans laquelle la critique et les manuels de littérature ont tenu depuis trente ans l'œuvre de cet écrivain relève du scandale culturel. »

### Hommages
- Une statue accompagnée d’un panneau Histoire de Paris, intitulée Le Passe-muraille en hommage à la nouvelle du même nom, surgit d’un mur sur la place Marcel-Aymé, à Paris. Cette place débute rue Norvins, où vécut l’écrivain. L’œuvre originale fut créée en 1967 par l'acteur Jean Marais, au lendemain de la mort de Marcel Aymé, son ami. Le bronze définitif, représentant le personnage principal de la nouvelle et dont les traits évoquent ceux de l'écrivain, a été inauguré le 25 février 1989[65].
- En plus de Paris, plusieurs communes ont une rue Marcel-Aymé, notamment Dole (Jura), Perpignan (Pyrénées-Orientales), Lanester (Morbihan).
- Le 29 mars 2018, un hôtel situé 16 rue Tholozé à Montmartre, Paris 18e, a été inauguré et porte le nom d'Hôtel Littéraire Marcel Aymé[66].

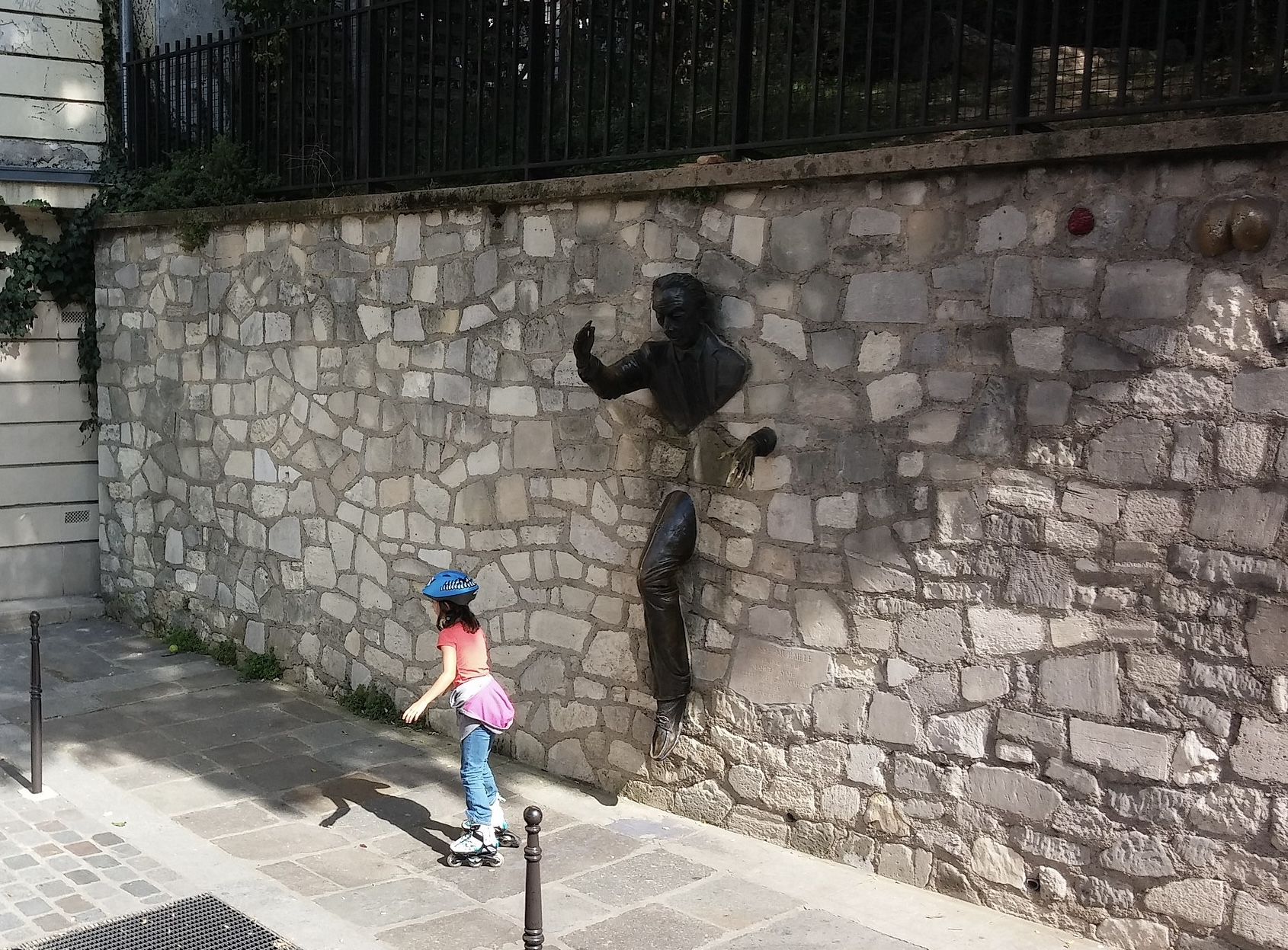
Le Passe-muraille, statue due à l’acteur Jean Marais et située place Marcel-Aymé.
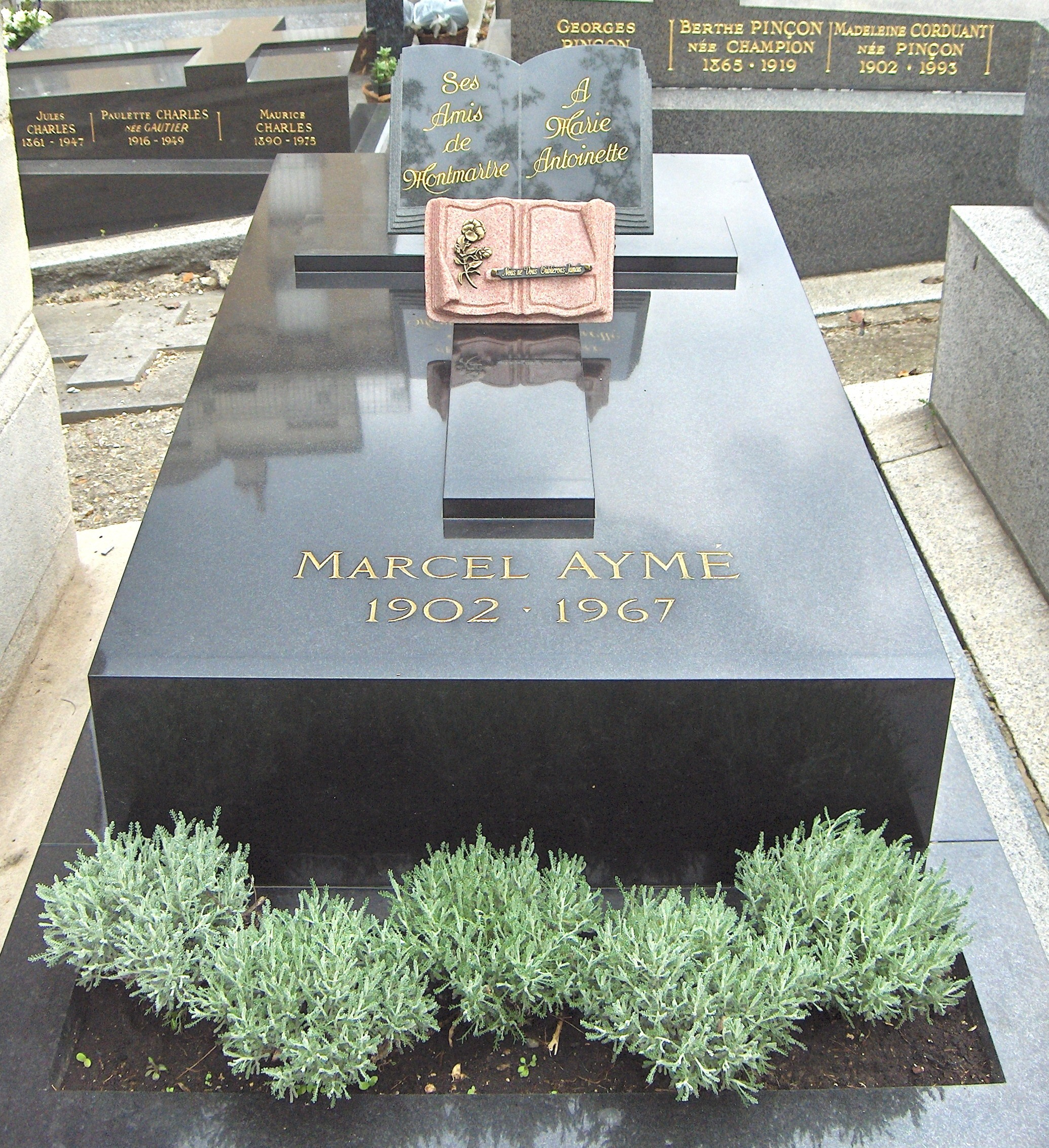
Tombe de Marcel Aymé au cimetière Saint-Vincent à Paris.

## Œuvres

### Romans
- Brûlebois (1926)
- Aller-retour (1927)
- Les Jumeaux du diable (1928) - à la demande de son auteur, ce roman n'a jamais été réédité, sauf dans Œuvres romanesques complètes, tome I, Gallimard, coll. « Bibliothèque de la Pléiade » no 352, 1989
- La Table-aux-crevés (1929)
- La Rue sans nom (1930)
- Le Vaurien (1931)
- La Jument verte (1933)
- Maison basse (1935)
- Le Moulin de la Sourdine (1936)
- Gustalin (1938) - édition illustrée de lithographies originales en couleurs de Guy Bardone, Les Bibliophiles de France, Paris (1964)
- Le Bœuf clandestin (1939)
- La Belle Image (1941)
- Travelingue (1941)
- La Vouivre (1943)
- Le Chemin des écoliers (1946)
- Uranus (1948)
- Les Tiroirs de l'inconnu (1960)
- Œuvres romanesques en six volumes illustrés par Roland Topor (115 illustrations en couleurs), Flammarion (1977)
- Œuvres romanesques complètes, Tome I, Bibliothèque de la Pléiade no 352 (1989)
- Œuvres romanesques complètes, Tome II, Bibliothèque de la Pléiade no 447 (1998)
- Œuvres romanesques complètes, Tome III, Bibliothèque de la Pléiade no 477 (2001)

### Recueils de nouvelles
- Le Puits aux images (1932)
- Le Nain (1934)
- Derrière chez Martin (1938)
- Le Passe-muraille (1943)
- Le Vin de Paris (1947), recueil qui inclut Traversée de Paris
- Les Bottes de sept lieues (1950)
- En arrière (1950)
- Les Contes du chat perché : 17 contes publiés entre 1934 et 1946
- Enjambées (1967). Illustrations de Giani Esposito, Gallimard, Bibliothèque blanche
- Nouvelles complètes, Quarto Gallimard (2002)

### Essais
- Silhouette du scandale, Éditions du Sagittaire, (1938)
- Le Confort intellectuel, Flammarion, 1949
- L'Épuration et le Délit d'opinion[67], Liège, Éditions Dynamo, Collection Brimborions, 1968

### Articles de Marcel Aymé
- " Pêcher " / Revue Mieux Vivre no 6 - Juin 1936
- Confidences et propos littéraires, (réunis et présentés par Michel Lécureur), Paris, éditions Les Belles lettres, 1996.  (ISBN 978-2-251-44089-7)

### Chanson
- Chanson pour Marie-Zoé, dessins de Jean-Marie Queneau, Vézelay, éditions de la Goulotte, 2001

### Théâtre
- Lucienne et le Boucher, 1948
- Clérambard, 1950
- Vogue la galère, 1951
- La Tête des autres, 1952
- Les Quatre Vérités, 1954
- Les Sorcières de Salem, pièce d'Arthur Miller traduite par Marcel Aymé 1954
- Les Oiseaux de lune, 1955
- La Mouche bleue[32], 1957
- Vu du pont pièce d'Arthur Miller traduite par Marcel Aymé en 1958
- Louisiane[68], 1961
- Les Maxibules, 1961
- La Consommation, 1963
- Le Placard, 1963
- La Nuit de l'iguane (adaptation française de la pièce de Tennessee Williams), 1965
- La Convention Belzébir, 1966
- Le Minotaure, 1967

### Correspondance
- Lettres d'une vie, Les Belles Lettres, 2001

### Scénarios, adaptation et dialogues
- 1935 : dialogues du film Le Domino vert, réalisé par Henri Decoin et Herbert Selpin
- 1935 : dialogues du film Crime et Châtiment, réalisé par Pierre Chenal
- 1936 : dialogues du film Les Mutinés de l'Elseneur, réalisé par Pierre Chenal
- 1941 : dialogues de Nous les gosses, premier film réalisé par Louis Daquin
- 1941 : scénario du film Le Club des soupirants, réalisé par Maurice Gleize
- 1943 : adaptation et dialogues du film Le Voyageur de la Toussaint, film français réalisé par Louis Daquin
- 1954 : scénario de Papa, Maman, la Bonne et moi, film français réalisé par Jean-Paul Le Chanois
- 1955 : scénario de Papa, maman, ma femme et moi, film français réalisé par Jean-Paul Le Chanois
- 1965 : dialogues de La Bourse et la Vie, film français réalisé par Jean-Pierre Mocky

### Iconographie
- Uranus, Gallimard, 1972 (ISBN 978-2-07-036224-0)
- Le Vin de Paris, Folio, 1984, 244 p. (ISBN 978-2-07-037515-8)
- Album Marcel Aymé, Gallimard, Bibliothèque de la Pléiade, 2001  (ISBN 978-2-07-011596-9)
- Les Contes rouges du chat perché, Paris, Folio Junior, 2007, 205 p. (ISBN 978-2-07-057709-5)
- Le Passe-muraille et autres nouvelles, Paris, Folio Junior, 2009, 87 p. (ISBN 978-2-07-062429-4)
- Traversée de Paris, Paris, Folio, 2017, 79 p. (ISBN 978-2-07-271994-3)

## Adaptations pour le cinéma, le théâtre et la télévision
- 1934 : La Rue sans nom réalisé par Pierre Chenal avec Fréhel, Pierre Larquey, Robert Le Vigan
- 1950 : Garou-Garou, le passe-muraille de Jean Boyer avec Bourvil, Joan Greenwood, Raymond Souplex, Gérard Oury
- 1951 : La Belle Image de Claude Heymann avec Franck Villard, Françoise Christophe, Pierre Larquey
- 1951 : La Table-aux-crevés d'Henri Verneuil avec Fernandel, Maria Mauban
- 1956 : La Traversée de Paris de Claude Autant-Lara avec Jean Gabin, Bourvil, Louis de Funès
- 1959 : Le Chemin des écoliers de Michel Boisrond avec Françoise Arnoul, Bourvil
- 1959 : La Jument verte de Claude Autant-Lara avec Bourvil, Valérie Lagrange, Sandra Milo
- 1959 : Ein Mann geht durch die Wand de Ladislas Vajda avec Heinz Rühmann
- 1961 : Le Nain de Pierre Badel avec Roland Lacoste, Jean Houbé, Paul Frankeur, Évelyne Lacroix, Jacques Gripel et Fernande Albany
- 1967 : La Bonne Peinture, de Philippe Agostini, avec Claude Brasseur, Odette Joyeux (également scénariste), Pierre-Jean Vaillard et René Lefèvre. Les peintures ont été réalisées par Ferdinand Desnos.
- 1969 : Clérambard d'Yves Robert avec Philippe Noiret, Dany Carrel
- 1973 : Vogue la galère de Raymond Rouleau avec Robert Hossein, Claude Dauphin
- 1974 : Les Oiseaux de lune, d'André Barsacq avec Pierre Arditi et Claude Jade
- 1974 : La Mouche bleue, de Jean-Paul Sassy, avec Robert Vattier
- 1976 : Gustalin de Guy Jorré avec Jean Turpin
- 1977 : Le Passe-muraille de Pierre Tchernia avec Michel Serrault, Andréa Ferréol et Roger Carel
- 1979 : La Grâce de Pierre Tchernia avec Michel Serrault, Rosy Varte et Roger Carel
- 1984 : Lucienne et le boucher pour Antenne 2, mise en scène de Pierre Tchernia, avec Andréa Ferréol, Bernard Fresson, Michel Aumont, Daniel Ceccaldi, Sonia Vollereaux
- 1988 : La Vouivre de Georges Wilson avec Lambert Wilson, Suzanne Flon
- 1990 : Uranus de Claude Berri avec Michel Blanc, Gérard Depardieu
- 1991 : L'Huissier de Pierre Tchernia avec Michel Serrault
- 1991 : Rue Saint-Sulpice (The Favour, the Watch and the Very Big Fish) de Ben Lewin avec Bob Hoskins, Jeff Goldblum et Natasha Richardson
- 1991 : Héloïse de Pierre Tchernia avec Michel Serrault.
- 1993 : Le Bœuf clandestin de Lazare Iglesis avec Daniel Ceccaldi, Danièle Lebrun.
- 1996 : Le Passe-muraille adapté au théâtre par Didier van Cauwelaert et Michel Legrand, création à Nantes, Maison de la Culture de Loire Atlantique, du 6 au 26 novembre 1996 et aux Bouffes-Parisiens janvier 1997, mise en scène Alain Sachs, avec Francis Perrin et Isabelle Georges.
- 2003 : Les Jours où je n'existe pas de Jean-Charles Fitoussi avec Antoine Chappey, Clémentine Baert.
- 2010 : Le Loup / Les contes du chat perché, mise en scène Véronique Vella, avec Les comédiens de Comédie Française, du 3 au 8 décembre 2010 au théâtre de l'Ouest parisien.
- 2013 : Le Bœuf clandestin de Gérard Jourd'hui avec Christian Clavier et Marie-Anne Chazel.
- 2016 : Le Passe-muraille de Dante Desarthe avec Denis Podalydès.
- 2021 : Nebesa de Srđan Dragojević.

### Infographies
- Marcel Aymé disparaissait il y a 50 ans. FR3 Bourgogne-Franche-Comté . Vidéo INA, document lié au reportage sur le Jura de Marcel Aymé.
- Marcel Aymé : un irremplaçable écrivain à la fois « ange et sorcier » , Le Figaro, consulté le 17 octobre 2017.

### Notices
- Notices d'autorité :   - VIAF
  - ISNI
  - BnF (données)
  - IdRef
  - LCCN
  - GND
  - Italie
  - Japon
  - CiNii
  - Espagne
  - Belgique
  - Pays-Bas
  - Pologne
  - Israël
  - NUKAT
  - Catalogne
  - Suède
  - Vatican
  - WorldCat
- Notices dans des dictionnaires ou encyclopédies généralistes :   - Britannica
  - Brockhaus
  - Den Store Danske Encyklopædi
  - Deutsche Biographie
  - Gran Enciclopèdia Catalana
  - Hrvatska Enciklopedija
  - Internetowa encyklopedia PWN
  - Nationalencyklopedin
  - Munzinger
  - Proleksis enciklopedija
  - Store norske leksikon
  - Treccani
  - Universalis
  - Visuotinė lietuvių enciklopedija
- Ressources relatives à l'audiovisuel :   - AllMovie
  - Allociné
  - Filmportal
  - Filmweb.pl
  - IMDb
- Ressources relatives au spectacle :   - Archives suisses des arts de la scène
  - Les Archives du spectacle
  - Internet Broadway Database
  - TheatreOnline
- Ressources relatives à la littérature :   - The Encyclopedia of Science Fiction
  - Internet Speculative Fiction Database
  - NooSFere
- Ressources relatives aux beaux-arts :   - AGORHA
  - Bridgeman Art Library
  - Delarge
- Ressources relatives à la musique :   - Discogs
  - MusicBrainz
  - Muziekweb
- Ressource relative à plusieurs domaines :   - Radio France
- Ressource relative à la bande dessinée :   - BD Gest'